# Вахевич, Борис Андреевич
Борис Андреевич Вахевич (1875—1906) — российский историк-источниковед, известен публикацией Румянцевской летописи.

## Биография
Начальное образование получил в частном пансионе и Одесской 2-й гимназии. В 1895—1899 годах учился на историко-филологическом факультете Императорского Новороссийского университета. По решению министра народного образования от 31 декабря 1899 года Борис Вахевич был оставлен для приготовления к профессорскому званию. С 1 января 1900 два года стал стипендиатом по кафедре русской истории. Научным руководителем Бориса Вахевича был профессор Иван Линниченко.
В 1901 году единогласно избран действительным членом Историко-филологического общества при Новороссийском университете, в 1902 году — членом-корреспондентом Императорского Одесского общества истории и древностей. В ноябре 1905 подписался под призывом отдать под суд градоначальника Дмитрия Нейдгардта и других виновников еврейского погрома в Одессе в ноябре 1905 года.
С 26 марта 1905 по 17 июля 1906 работал в должности приват-доцента в университете. В частности, он заявил специальный курс для студентов-историков «Очерк русской историографии XIX века». 17 июля 1906 года умер в результате тяжелой болезни.
Научная карьера трагически оборвалась.

## Научное наследие
Историк формировался как специалист по историографии и источниковедению Восточной Европы. В 1901 году, на заседании Историко-филологического общества при Императорском Новороссийском университете он обнародовал доклад «Исследование академика А. А. Шахматова о русских летописях», в которой привел основные выводы российского историка по составу летописных сводов, методологию его работ. Существенным вкладом Вахевича в историческую науку стали его публикация на страницах «Записок» Общества истории и древностей в 1902 году и отдельное издание «Кройники литовской и жмойтской», или так называемой «Румянцевской летописи». Учёный пытался подать источник на высоком уровне, коррелируя его с другими известными списками — Красинского, Уварова, Супрасльского, Быховца, публикацию сопровождал археографическим предисловием. В предисловии он высказал предположение, поддержанное и другими учеными, что протограф его появился в Вильно в 60-е годы XVI века. После выхода 24-го тома «Записок» (1902) список попал в научный оборот под названием «Румянцевского».

## Научные публикации
- З Кроники великого княжества литовского жомоитского // ЗООИД. — 1902. — Т. ХХІV. — 1. Исследования.